# 殿さま弥次喜多 捕物道中
『殿さま弥次喜多 捕物道中』（とのさまやじきた とりものどうちゅう）は、1959年に公開された沢島忠監督の日本映画。カラー。東映スコープ。『殿さま弥次喜多 怪談道中』に続く「殿さま弥次喜多」シリーズ第2作。
テーマ曲は童謡『毬と殿様』の替え歌。

## スタッフ
以下のスタッフ名等はKINENOTEに従った。
- 監督 - 沢島忠
- 脚本 - 笠原和夫、鷹沢和善
- 企画 - 辻野公晴、小川貴也
- 撮影 - 坪井誠
- 美術 - 井川徳道
- 音楽 - 鈴木静一
- 録音 - 佐々木稔郎
- 照明 - 和多田弘
- 編集 - 宮本信太郎
- 和楽 - 望月太明吉
- 進行主任 - 植木良作
- 現像 - 東洋現像所
- 装置 - 館孝雄
- 背景 - 宮内省吾
- 装飾 - 神先頌尚
- 記録 - 堀博子
- 衣裳 - 森護
- 美粧 - 林政信
- 結髪 - 西野艶子
- スチール - 鈴木一成
- 擬斗 - 足立伶二郎
- 助監督 - 山崎大助
- 撮影助手/計測 - 羽田辰治
- 照明助手 - 安田与一
- 録音助手 - 平太郎
- 美術助手 - 稲野実
- 編集助手 - 細谷修三
- 演技事務 - 伊駒実麿
- 進行 - 黒木正美

## キャスト
- 中村錦之助 (萬屋錦之介) - 徳川宗長[1]
- 中原ひとみ - お君[1]
- 桜町弘子 - 鶴姫[1]
- 雪代敬子 - おれん[1]
- 丘さとみ - お夢[1]
- 片岡栄二郎 - 与吉[1]
- 渡辺篤 - 堀田帶刀[1]
- 杉狂児 - 鏡兵部[1]
- 岸井明 - ダボハゼ[1]
- 星十郎 - 佐吉[1]
- 二代目沢村宗之助 - 稲妻の黒兵衛[1]
- 清川荘司 - 早手影之助[1]
- 水野浩 - 勘兵衛[1]
- 大丸巖 - 権次[2]
- 小田部通麿 - 弥三[2]
- 吉野登洋子 - お松[2]
- 木南兵介 - 勘八[2]
- 長島隆一 - 和泉屋番頭[1]
- 中村時之介 - 兵藤仁左衛門[1]
- 中村幸吉 - 源太[2]
- 熊谷武 - うどん屋の親爺[2]
- 近江雄二郎 - 猪之吉[2]
- 下川護 - 穴七[2]
- 月笛好子 - お梅[2]
- 加藤れい子 - お竹[2]
- 片岡半藏 - おでん屋の親爺[2]
- 加藤武彦 - シンガリの留[1]
- 中野文男 - 三次[2]
- 二代目中村歌昇 - 春六[1]
- ダークダックス 喜早哲 - ゲタ造[2]
- ダークダックス 高見沢宏 - パク助[2]
- ダークダックス 佐々木通正 - マンガン[2]
- ダークダックス 遠山一 - ゾウ太[2]
- 薄田研二 - 法華の大八[1]
- 山形勲 - 垣内権兵衛[1]
- 中村賀津雄 - 德川義直[1]
- 柳永二郎 - 和泉屋重兵衛[1]

## 映像ソフト
- 1991年10月21日に東映ビデオからビデオソフト（VHS）が発売されたが絶版、現在はDVD化はされていない。

## 同時上映
- 『丹下左膳 怒涛篇』

## ネット配信
- 東映時代劇YouTube：2023年5月12日16:00 - 同年5月21日23:59